# 월남망국사
월남망국사(베트남어: Việt Nam vong quốc sử, 중국어: 越南亡國史)는 20세기 초 베트남의 대표적 반식민지 혁명가 판보이쩌우가 일본 요코하마에 체류하고 있던 1905년에 쓴 한문책이다. 판보이쩌우와 량치차오가 나눈 대담을 같은 해 1905년 10월 중국 상하이의 광지서국에서 출판했다.

## 개요
당시 일본에 머물고 있던 대표적 중국 민족주의 혁명학자였던 량치차오(梁啓超)가 중국에서 베트남 독립을 위한 지지를 촉구하며 판보이쩌우를 돕기 위해 이 책을 출간했다. 이 책은 주로 중국과 해외로 배포하기 위해 쓴 것이기도 하지만, 베트남 독립을 위해 사람들을 집결시키기 위해 베트남으로 몰래 밀반입해 유포할 목적도 있었다. 이 책은 ‘월남’이라는 단어를 대중화하는 데 도움을 주었다. 당시 이 나라는 일반적으로 ‘안남’이라고 불렸다.
이 책은 19세기 응우옌 왕조의 베트남이 직면한 식민지 시도에 대한 응전과 근대화의 실패에 대한 대응을 부정적으로 평가했는데, 응우옌 왕조는 오히려 초정통적인 보수적 유교로 돌아섰다. 이 책은 1880년대 후반과 1890년대 초 프랑스에 대항한 게릴라를 이끈 똔텃투옛, 판딘풍 등의 관료 출신들이 이끄는 껀브엉 운동(근왕운동)의 핵심 인물들에게 경건하고 감동적인 기념물을 제시한다. 껀브엉은 프랑스 지배를 전복시키고 소년 황제 함응이를 독립된 베트남의 통치자로 세우려고 시도했다. 역사는 억압으로 간주하는 베트남의 프랑스 사회경제 정책을 분석했다. 이 책에서 판보이쩌우는 프랑스 식민당국과 싸울 구체적인 동기를 가진 7개 파벌이나 이해집단이 참여하는 전국적인 독립전선 구축을 주장한다.
이 책은 당대의 학자인 상류층의 문법이나 구조와는 다른 문체로 쓰여졌다. 판보이쩌우는 특히 그의 분석적이고 논쟁적인 부분에서 직접적이고 평범한 산문체로 쓰기 위해 이 전통적인 스타일을 피했다.
이 책은 중국에서 적어도 다섯 차례 배포되었으며, 처음 두 권의 인쇄물은 량치차오의 정기간행 잡지인 《신민총보》(新民叢報)에 통합되었다. 이 책에는 량치차오의 전언(前言)이 곁들여져 있었는데, 이 책은 외국의 지배와 관련하여 베트남과 중국이 직면하고 있는 상황의 유사성을 끌어내기 위해 사용되었다. 이 책은 중국에서 반향을 일으켜 판보이쩌우의 프랑스 통치하에 있는 베트남 사람들과 맞닥뜨린 삶에 대한 묘사에 당황했던 중국 작가들의 후속 에세이를 촉발시켰다. 현대화에 실패하면 자국도 비슷한 운명을 맞게 될 것이라고 예언한 중국 작가들의 음울한 작품이 탄생했다. 이러한 중국인들의 반응 중 하나는 후에 판보이쩌우의 동년배들이 독립운동을 촉진하기 위해 운영하는 하노이에 있는 통킹 의숙(東京義塾)의 교재가 되었다. 그러나 판보이쩌우는 주로 자신의 미래에 대해 중국인들을 걱정시키는 효과가 있었기 때문에 그의 독립 노력에 대한 원조 측면에서 많은 반응을 얻지 못했다. 베트남의 독자들 사이에서 역사는 훨씬 더 좋은 반응을 얻었다. 판보이쩌우는 1905년 8월 처음으로 일본을 떠나 베트남 전역에 배포된 책 50권을 들고 갔고, 그 중 더 많은 복사본이 베트남 내에서 만들어졌다.
이 책이 발간 직후 조선에도 소개되었고, 1906년 8월부터 9월 사이에 〈황성신문〉에도 발췌되어 연재되기도 했다.
통감부 시절이던 1906년 현채가 보성관(普成館)을 통해 국한문혼용체 번역본을 간행하였다. 1907년에는 주시경이  순한글판을 노익형책사(盧益亨冊肆)를 통해 출판하였고, 이상익도 같은 해 이 책을 출간했다. 이 책은 당시 조선의 지식인들에게도 남의 일이 아니라는 충격을 가져다 주었으며, 1909년 〈출판법〉에 의하여 ‘치안상의 이유’로 금서 처분되었다.

## 관련 서적
- 《역주 월남망국사》, 양계초 편저 / 안명철, 송엽휘 역주, 태학사, 2007년 7월 5일, ISBN10-8959661597